# Geoffrey James Jackson
Geoffrey James Jackson (* 25. Februar 1929 in Stamford, Lincolnshire; † 31. August 1986) war ein kanadischer Bauingenieur. 

## Werdegang
Der Sohn von  Philip Richard und Carrie Ellen Jackson besuchte die Stamford School und studierte am Loughborough College of Technology, wo er 1954 sein Diplom in Civil Engineering erwarb. 
Er zog nach Montreal und arbeitete als Design Engineer für Dominion Structural Steel. 1960 wechselte er als General Manager zur Canron Ltd. (Eastern Structural Division) in Toronto und 1965 als General Sales Manager zur Dominion Bridge Co. Ltd. in Ontario. 
Bei der Frankel Structural Steel Ltd. in Milton (Ontario) begann er 1968 als Vizepräsident, wurde vier Jahre später Executive Vice-President und 1975 Präsident. Seit 1962 war er Mitglied des Board of Directors des Canadian Institute of Steel Construction (CISC) und 1976–1978 dessen Vorsitzender. Er stand auch dem Interim Board of Governors der Steel Structures Education Foundation (SSFE) vor, von der seit 1988 ein G.J. Jackson Fellowship vergeben wird. 